# Leigh Halfpenny

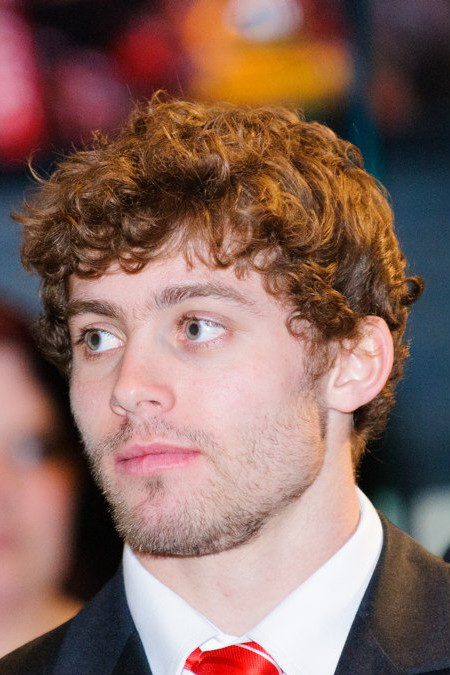
Leigh Halfpenny

Stephen Leigh Halfpenny, född 22 december 1988 i Gorseinon, Wales, är en rugbyspelare, han spelar för det franska laget RC Toulonnais, i ligan Top 14.